# توماس زودهوف
توماس کریستین زودهوف (به آلمانی: Thomas Christian Südhof) (زاده ۲۲ دسامبر ۱۹۵۵) زیست‌شیمی‌دان آلمانی آمریکایی است که در سال ۲۰۱۳ به همراه رندی شکمن و جیمز روثمن موفق به دریافت جایزه نوبل فیزیولوژی و پزشکی شد. در حال حاضر، او استاد دانشکده پزشکی و مغز و اعصاب و روانپزشکی و علوم رفتاری در دانشگاه استنفورد است.